# Windmotor Pieter Gerritspolder
De Windmotor Pieter Gerritspolder is een poldermolen nabij het Friese dorp Itens, dat in de Nederlandse gemeente Súdwest-Fryslân ligt.

## Beschrijving
De Windmotor Pieter Gerritspolder  is een 18-bladige Amerikaanse windmotor, die ongeveer 350 meter ten noorden van het dorp aan de weg naar Britswerd staat. De molen is een van de weinige overgebleven windmotoren die werden ontworpen en gefabriceerd door de firma Mous uit Balk. De molen werd in 1925 gebouwd ter vervanging van een gesloopte traditionele windmolen.
De windmotor is een rijksmonument maar was niet meer maalvaardig. Op vrijdag 17 mei 2013 is de geheel opgeknapte windmotor weer in gebruik genomen. De molen zal zijn oorspronkelijke functie bij de regulering van het polderpeil weer terug krijgen. Hij is voor het publiek te bezichtigen, een bruggetje maakt dat men er vlakbij kan komen.